# 不文山鬼馬表演

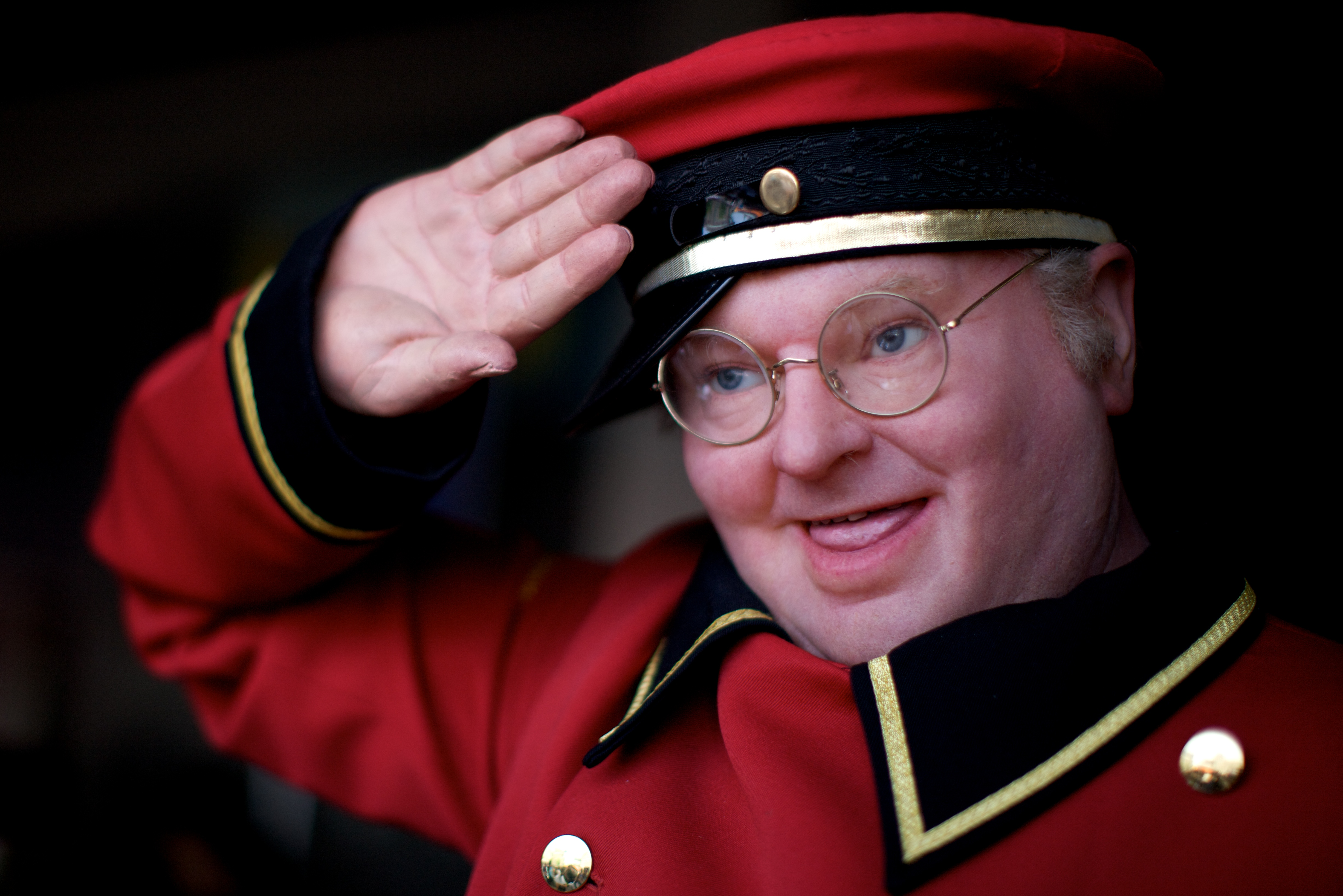
班尼‧希爾

《不文山鬼馬表演》（The Benny Hill Show），由英國著名喜劇演員「不文山」班尼·希爾主持、1969至1989年間由泰晤士電視製作的綜合表演節目，以幽默、諷刺、黃色笑話為賣點。每單元一小時。香港亞洲電視國際台曾於深宵時段播放。台灣中華電視台曾於深宵時段播放，譯名《傻人豔福》。